# Takeshi Shimizu
Takeshi Shimizu (jap. 清水 武士, Shimizu Takeshi; * 18. August 1975 in der Präfektur Yamanashi) ist ein ehemaliger japanischer Fußballspieler.

## Karriere
Shimizu erlernte das Fußballspielen in der Schulmannschaft der Teikyo Daisan High School. Seinen ersten Vertrag unterschrieb er 1994 bei den Bellmare Hiratsuka. Der Verein spielte in der höchsten Liga des Landes, der J1 League. 1994 gewann er mit dem Verein den Kaiserpokal. Danach spielte er bei den Ventforet Kofu. Ende 1999 beendete er seine Karriere als Fußballspieler.

## Erfolge
Bellmare Hiratsuka
- Kaiserpokal

Sieger: 1994